# 威斯康辛州第一國會選區
威斯康辛州第一國會選區是美国威斯康辛州的國會選區之一。當前眾議員為布萊恩·斯泰爾，由2019年1月3日接替前任美國眾議院議長保羅·萊恩上任至今。